# Cyperus yadavii
Cyperus yadavii là loài thực vật có hoa trong họ Cói. Loài này được Wad.Khan, D.P.Chavan & Solanke mô tả khoa học đầu tiên năm 2006.